# Imazalil
Imazalil (INN enilconazol) je sistemski fungicid skupine imidazolov. Razvilo ga je belgijsko podjetje Janssen Pharmaceutica. Prodaja se kot sol, na primer kot imazalil nitrat (CAS 33586-66-2 ) ali kot imazalil sulfat (CAS 58594-72-2 ).

## Delovanje
Imazalil pospešuje biosintezo ergosterina, ki daje čvrstost celični membrani gliv in tako ščiti pred večino glivičnih patogenov.

## Uporaba

### Zaščita rastlin
Imazalil se uporablja pri sajenju sadnih dreves, zelenjave in okrasnih rastlin. Snov vsebuje jedka sredstva za semenska žita (zaščita rastlin) in dobro vpliva na bolezenski trak pri ječmenu.
V Švici je dovoljeno imazalil uporabljati v rastlinjakih v obliki kadila proti pepelasti plesni pri paradižniku in kumarah. Imazalil je del odobrenega proizvoda za zdravljenje semenskega krompirja. Prav tako je vključen v celjenje ran sadja in okrasnih dreves. V Nemčiji je imazalil dovoljen samo za semenska žita. V Avstriji ga ne uporabljajo samo pri semenih žita, ampak tudi za zaščito rastlin krompirja pred skladiščno gnilobo, ki jo povzročajo glive iz rodu fusarium in glive iz rodu phoma, in pred srebrnim škrlupom.

### Konzervirno sredstvo
Imazalil ščiti agrume pred plesnijo, podobno kot tiabendazol, ortofenil fenol ali bifenil. Dokler se imazalil uporablja v mejah, ki jih dopušča EU, morajo biti agrumi, zaščiteni z imazalilom, označeni. Obdelane lupine sadja naj človek ne bi zaužil. Imazalil zaenkrat še nima števila E.

### Veterinarska medicina
V veterini je imazalil znan kot Imaverol ad us. vet., s širokim spektrom antimiotikov, ki se uporabljajo proti glivičnim obolenjem kože (dermatomikozan) in nosu, pri ptičih tudi proti mikozi prsnega koša. Namenjen je samo za lokalno uporabo.

## Toksikologija
Poskusne živali so imele simptome akutne zastrupitve in kurjo polt. Imazalil v živčnem sistemu iritira folikule dlak. Ob tem prihaja do koordinacijskih motenj, nizkega krvnega pritiska, tresavice in bruhanja. Pri nekaterih občutljivih posameznikih je prišlo do stičnega dermatitisa. Pri oralnem jemanju je smrtni odmerek (LD50) 227 mg/kg telesne teže za podganjo samičko in 343 mg/kg telesne teže za podganjega samca.
Po večletnih poizkusih na podganah je prišlo do manjših sprememb jeter, zmanjšanja telesne teže in zaznavnega vpliva na bilirubine. Drugih vplivov pri odmerkih imazalila ni bilo opaziti.
Imazalil se v telesu v nekaj dneh prebavi in izloči, tako da ne vpliva na maščobo v telesu.
Svetovna zdravstvena organizacija dovoljuje ADI-vrednost okoli 0,03 mg/kg dnevno. Ameriška agencija za varstvo okolja (EPA)  je imazalil ocenila kot rakotvorno snov. Pri podganah, ki so prejemale imazalil, so bili odkriti adenomi in karcinomi na ščitnici. Po oceni EPA obstaja verjetnost povečanega tveganja  samo pri osebah, ki so neposredno izpostavljene imazalilu ali so v nenehnem stiku z agrumi, obdelanimi z imazalilom. Pri miših je imazalil povzročil razvojne in reprodukcijske probleme.

## Vpliv na okolje
Ptice so relativno neobčutljive na imazalil, smrtna koncentracija (DK50) za gosi ali prepelice je okoli 6000 mg/kg telesne teže. Za ribe je strupen, za postrvi je odmerek 2,5 mg/L. Za čebele je ugotovljena oralna doza okoli 40 µg na čebelo, to pomeni, da imazalil zanje ni strupen.
Razpolovna doba za razkroj v zemlji je okoli pol leta. Imazalil ostane v zemlji in se ne izpira.